# Comuna Coșula, Botoșani
Coșula este o comună în județul Botoșani, Moldova, România, formată din satele Buda, Coșula (reședința), Pădureni și Șupitca.

## Obiective turistice
- Mănăstirea Coșula
- Podul medieval din Coșula - pod de piatră din secolul al XVIII-lea

## Demografie
Componența etnică a comunei Coșula
     Români (66,97%)
     Romi (26,49%)
     Ucraineni (1,94%)
     Alte etnii (0,16%)
     Necunoscută (4,44%)
Componența confesională a comunei Coșula
     Ortodocși (94,54%)
     Alte religii (0,95%)
     Necunoscută (4,51%)
Conform recensământului efectuat în 2021, populația comunei Coșula se ridică la 3.152 de locuitori, în creștere față de recensământul anterior din 2011, când fuseseră înregistrați 2.944 de locuitori. Majoritatea locuitorilor sunt români (66,97%), cu minorități de romi (26,49%) și ucraineni (1,94%), iar pentru 4,44% nu se cunoaște apartenența etnică. Din punct de vedere confesional, majoritatea locuitorilor sunt ortodocși (94,54%), iar pentru 4,51% nu se cunoaște apartenența confesională.

## Politică și administrație
Comuna Coșula este administrată de un primar și un consiliu local compus din 13 consilieri. Primarul, Mircia Acatrinei[*], de la Partidul Social Democrat, este în funcție din 2004. Începând cu alegerile locale din 2024, consiliul local are următoarea componență pe partide politice:
|  | Partid                          | Consilieri | Componența Consiliului | Componența Consiliului | Componența Consiliului | Componența Consiliului | Componența Consiliului |
|  | ------------------------------- | ---------- | ---------------------- | ---------------------- | ---------------------- | ---------------------- | ---------------------- |
|  | Partidul Social Democrat        | 5          |                        |                        |                        |                        |                        |
|  | Partida Romilor „Pro Europa”    | 4          |                        |                        |                        |                        |                        |
|  | Partidul Național Liberal       | 3          |                        |                        |                        |                        |                        |
|  | Alianța pentru Unirea Românilor | 1          |                        |                        |                        |                        |                        |

## Stema
Stema comunei Coșula se compune dintr-un scut triunghiular verde cu marginile rotunjite. În interiorul scutului se află o arbaletă de aur, cu săgeata îndreptată în sus, surmontând un pod de argint cu un singur arc, zidit cu negru. Scutul este trimbrat de o coroană murală de argint cu un turn crenelat.
Semnificațiile elementelor însumate:
- Arbaleta reprezintă stema marelui logofăt Gavrilaș Mateiaș, ctitorul mănăstirii de la Coșula.
- Podul de piatră amintește de vechiul pod construit în secolul al XVIII-lea peste râul Miletin.
- Coroana murală cu un turn crenelat semnifică faptul că localitatea are rangul de comună.[8]